# 乔治·图恩埃尔
乔治·图恩埃尔（法語：Georges Thurnherr，1886年4月16日—1958年4月6日），法国男子体操运动员。他曾获得1920年夏季奥运会体操比赛男子团体全能铜牌。他也参加了1908年夏季奥运会。